# 텔레비전방송 수신료 사건
텔레비전방송 수신료 사건(2006헌바70)는 대한민국 헌법재판소 판례이다. 방송법 제64조 등 위헌소원의 각하, 합헌 판결을 받았다.

## 사실관계
KBS는 청구인에게 수신료 2,500원을 부과하는 처분을 하였는데 청구인은 수신료부과처분의 취소를 구하는 행정소송을 제기하는 한편 그 재판계속중 방송법 제64조, 제67조, 제67조 제2항의 위헌여부가 위 재판의 전제가 된다고 하여 위헌법률심판제청신청을 하였으나 주위적 위헌법률심판제청신청은 기각, 예비적 위헌법률심판제청신청은 각하되었다. 이에 신청인은 주위적으로 위 법률조항들이 조세법률주의, 평등원칙, 법률유보원칙에 위배되고 재산권을 침해한다고 하여 그 위헌확인을 구하고, 예비적으로 위 법률조항들과 방송법 시행령 제43조 제2항에 의하여 한국전력공사가 전기요금에 결합하거나 병기하여 수신료를 징수하는 것이 재산권을 과도하게 침해하고 법률유보원칙과 평등원칙에 어긋난다며 이 사건 헌법소원심판을 청구하였다.

## 관련조문

##### 방송법 제64조 (텔레비전수상기의 등록과 수신료 납부)
텔레비전방송을 수신하기 위하여 텔레비전수상기(이하 ‘수상기’라 한다)를 소지한 자는 대통령령이 정하는 바에 따라 공사에 그 수상기를 등록하고 텔레비전방송수신료를 납부하여야 한다. 다만, 대통령령이 정하는 수상기에 대하여는 그 등록을 면제하거나 수신료의 전부 또는 일부를 감면할 수 있다.

##### 방송법 제67조 (수상기 등록 및 징수의 위탁)
② 공사는 수상기의 생산자·판매인·수입판매인 또는 공사가 지정하는 자에게 수상기의 등록업무 및 수신료의 징수업무를 위탁할 수 있다.

##### 방송법 시행령 제43조 (수신료의 납부통지)
② 지정받은 자가 수신료를 징수하는 때에는 지정받은 자의 고유업무와 관련된 고지행위와 결합하여 이를 행할 수 있다.

## 주문
1. 방송법 시행령 제43조 제2항 및 한국전력공사의 수신료 부과처분에 대한 심판청구를 각하한다.
2. 방송법 제64조, 제67조 제2항은 헌법에 위반되지 아니한다.

## 이유

### 수신료의 법적 성격
수신료는 공영방송사업이라는 특정한 공익사업의 경비조달에 충당하기 위하여 수상기를 소지한 특정집단에 대하여 부과되는 특별부담금이다.

### 법률유보원칙의 위반 여부
대통령령으로 규정한 내용이 헌법에 위반될 경우라도 그 대통령령의 규정이 위헌으로 되는 것은 별론으로 하고 그로 인하여 당연히 수권법률까지 위헌으로 되는 것은 아니다.

### 포괄위임금지원칙의 위반 여부
누구라도 수신료 납부의무자의 범위를 잘 알 수 있는 명확한 규정으로 원칙 위반이 아니다.

### 결론
이 사건 심판청구 중 방송법 시행령 및 수신료부과처분에 대한 부분은 헌법소원심판의 대상이 될 수 없는 대통령령 및 행정처분을 대상으로 하여 부적법하다.

## 같이 보기
- 대한민국의 수신료 징수제